# H&M Design Award
De H&M Design Award is een jaarlijkse ontwerpprijs voor afgestudeerde modestudenten. In januari 2012 introduceerde H&M deze prijs om jonge ontwerpers te ondersteunen bij het begin van hun carrière.

## Winnaars
| Jaar | Naam winnaar      | Prijs         | Opleiding                                              | Stad      | Land                |
| ---- | ----------------- | ------------- | ------------------------------------------------------ | --------- | ------------------- |
| 2012 | Stine Riis        | Jury prijs    | London College of Fashion                              | Londen    | Verenigd Koninkrijk |
| 2012 | Anne Bosman       | Publieksprijs | ArtEZ hogeschool voor de kunsten                       | Arnhem    | Nederland           |
| 2013 | Minju Kim         | Jury prijs    | Koninklijke Academie voor Schone Kunsten van Antwerpen | Antwerpen | België              |
| 2013 | Alba Prat         | Publieksprijs | Universität der Künste                                 | Berlijn   | Duitsland           |
| 2014 | Eddie Anemian     | Jury prijs    | La Cambre                                              | Brussel   | België              |
| 2014 | Henriette Tilanus | Publieksprijs | ArtEZ hogeschool voor de kunsten                       | Arnhem    | Nederland           |
| 2015 | Ximon Lee         | Jury prijs    | Parsons School of Design                               | New York  | Verenigde Staten    |
| 2015 | Magdalena Brozda  | Publieksprijs | Geneva University of Art and Design                    | Geneve    | Zwitserland         |
| 2016 | Hannah Jinkins    | Jury prijs    | Royal College of Art                                   | Londen    | Verenigd Koninkrijk |
| 2017 | Richard Quinn     | Jury prijs    | Central Saint Martins College of Art and Design        | Londen    | Verenigd Koninkrijk |
| 2018 | Stefan Cooke      | Jury prijs    | Central Saint Martins College of Art and Design        | Londen    | Verenigd Koninkrijk |
| 2019 | Priya Ahluwalia   | Jury prijs    | University of Westminster                              | Londen    | Verenigd Koninkrijk |
| 2020 | Sabine Skarule    | Jury prijs    | Koninklijke Academie voor Schone Kunsten van Antwerpen | Antwerpen | België              |